# 明日がござる
『明日がござる』（あしたがござる）は、1975年10月2日から1976年9月30日までTBS系列で放映していたテレビドラマ。
TBSの創立25周年記念番組のひとつで、人気ドラマ『ありがとう』のキャストが再結集したほか、尾上松緑が久々にホームドラマに出演した。
東京・神楽坂の串料理屋が舞台で、様々なエピソードを繰り広げる。全53回。

## 出演

### 世渡家
- 世渡集子→八奈見集子：水前寺清子
- 世渡欣太郎（集子の父）：尾上松録
- 世渡郁子（集子の母）：葦原邦子
- 世渡政二郎（集子の兄）：井上順
- 世渡中＜なかば＞→千々松中（集子の妹）：沢田雅美
- 世渡番＜ばん＞（集子の弟）：佐藤佑介
- 世渡三＜かずみ＞（集子の妹）：二階堂千寿
- 世渡静枝（欣太郎の妹）：香川京子

### 八奈見家
- 八奈見各一＜まさいち＞：荻島真一
- 八奈見郷子→世渡郷子＜さとこ＞（各一の姉）：佐良直美
- 八奈見前世＜さきよ＞（各一の母）：山岡久乃
- 八奈見秋＜あきら＞（各一の父）：馬場のぼる
- 千々松亀＜ちぢまつひさし＞（前世の弟）：林与一

### 串あげ世渡
- 大竹徳友＜おおたけとくすけ＞：佐野浅夫
- 大竹徳子：東海林典子
- 浜口信也：三笑亭夢之助
- 山崎山＜やまざきたかし＞：岡本信人

### パチンコ・喫茶くるくる
- 出張才男＜でばりとしお＞：ハナ肇
- 出張久里子＜でばりくりこ＞：河内桃子
- 寺島新八：中島久之
- 井口知美→山崎知美：酒井靖乃

### その他
- 杉本力＜すぎもとりき＞：木原光知子
- 杉本和子：中村直子
- 染子姐さん：杉村春子（特別出演）
- 久松：波乃久里子
- 寺島守夫（新八の父）：庄司永建
- 寺島妙子（新八の母）：寺島信子
- 大石俊一：山本亘
- 五郎：宮坂正則
- 泥棒：佐々木一哲
- 川崎：大鹿次代
- アナウンサー：鈴木泰明

## スタッフ
- 作：平岩弓枝
- プロデューサー：石井ふく子
- 音楽：小川寛興
- 演出：川俣公明
- 制作協力：東通
- 制作：テレパック、TBS

## 主題歌
- 「明日がござる」（歌：水前寺清子、作詞：平岩弓枝、作曲：米山正夫、編曲：小杉仁三、発売元：クラウンレコード）

## 放送局
特記の無い限り全て放送時間は木曜 20:00 - 20:55、同時ネット。
- TBS
- 北海道放送[1]
- 青森テレビ[2]
- 岩手放送[3]
- 秋田放送：日曜 15:00 - 15:55[4]
- 山形放送：日曜 15:00 - 15:55[5]
- 東北放送[3]
- 福島テレビ[6]
- 新潟放送[7]
- テレビ山梨[8]
- 静岡放送[8]
- 信越放送[8]
- 北日本放送：日曜 16:35 - 17:30[9]
- 北陸放送[7]
- 福井放送：日曜 16:35 - 17:30[9]
- 中部日本放送[10]
- 毎日放送[11]
- 山陰放送[12]
- 山陽放送[13]
- 中国放送[13]
- 南海放送[14]
- テレビ高知[15]
- RKB毎日放送[16]
- 長崎放送[16]
- 熊本放送[16]
- 大分放送[14]
- 宮崎放送[17]
- 南日本放送[17]
- 琉球放送[18]